# Isoetes hieroglyphica
Isoetes hieroglyphica là một loài dương xỉ trong họ Isoetaceae. Loài này được A.A. Eaton mô tả khoa học đầu tiên năm 1900.